# Ringier
 (транскр.  Рингијер) је медијска група у Швајцарској. Основана је 1833. у Цофингену са седиштем у Цириху. Тренутна стратегија се поред медија односи и на е-трговину и забаву. Има годишњи приход од приближно 1.000 милиона франака и преко 6.800 запослених у осамнаест земаља.
Ringier је присутан у Србији преко своје подружнице Ringier Serbia, која издаје дневни лист Блиц, као и његов додатак Блиц жена.